# Talita Teves
Talita Teves, geboren in 1977, is de directeur-eigenaar van veilinghuis Arts & Antiques Group (AAG) in Amsterdam en is daar veilingmeester en kunstexpert. Zij nam het toenmalige Glerum, waar zij tijdens haar studie gewerkt had, over toen het in 2004 moest sluiten.